# Carl T. Durham

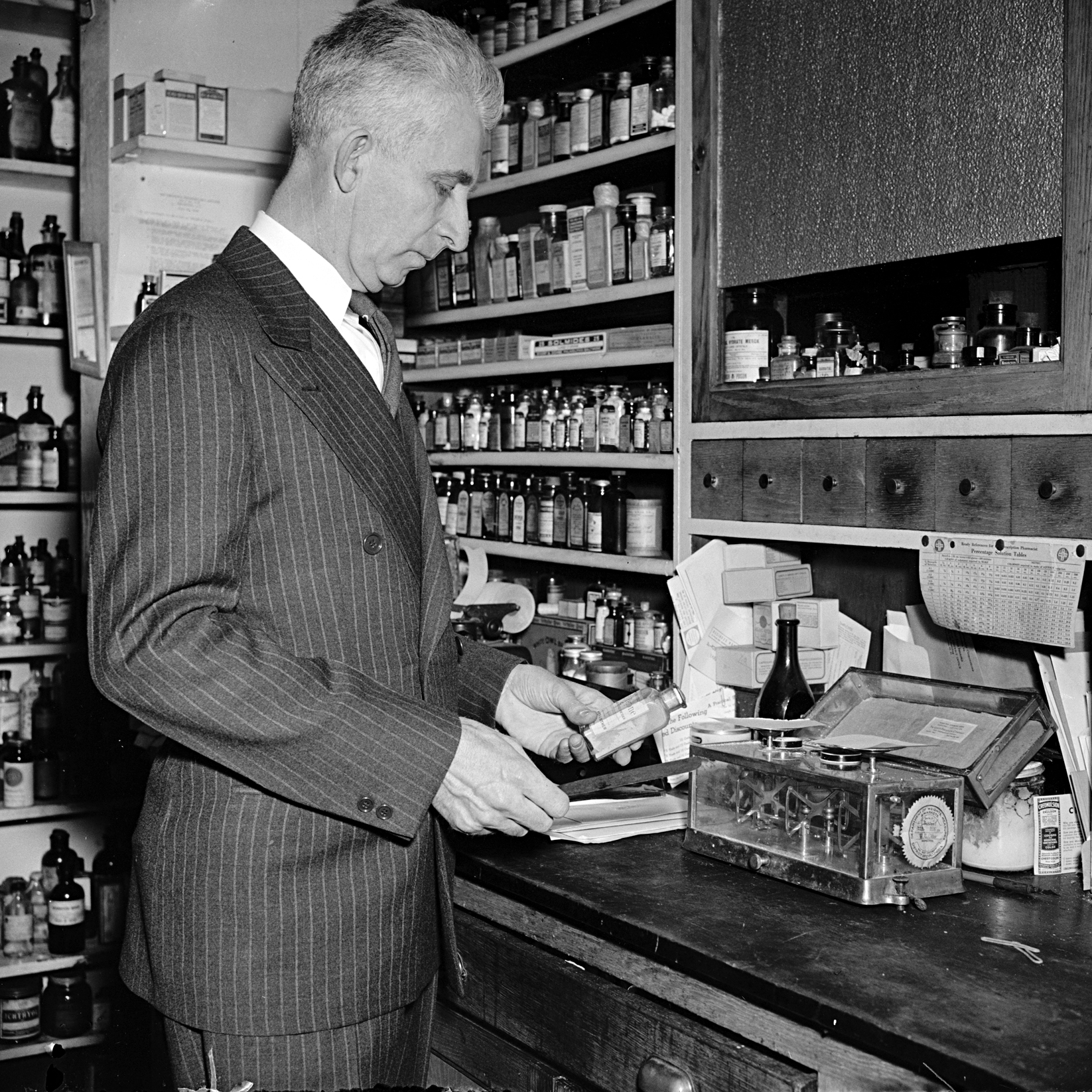
Carl T. Durham (1939)

Carl Thomas Durham (* 28. August 1892 in Bingham, Orange County, North Carolina; † 29. April 1974 in Chapel Hill, North Carolina) war ein US-amerikanischer Politiker (Demokratische Partei). Er vertrat den Bundesstaat North Carolina als Abgeordneter im US-Repräsentantenhaus.

## Werdegang
Carl Durham besuchte die öffentlichen Schulen im Orange County, die Mandale Private School in Saxapahaw und die University of North Carolina in Chapel Hill. Anschließend war er in dieser Stadt zwischen 1912 und 1938 als Apotheker tätig. Während des Ersten Weltkrieges war er zwischen 1917 und 1919 pharmazeutischer Assistent in der United States Navy.
Nach dem Krieg war er von 1924 bis 1932 Mitglied des Stadtrats von Chapel Hill; zwischen 1932 und 1938 saß er im Board of Commissioners des Orange County. Überdies gehörte er von 1924 bis 1938 auch der Schulbehörde von Chapel Hill an und war Kuratoriumsmitglied der University of North Carolina.

## Politik
Durham wurde in den 76. und die zehn nachfolgenden Kongresse gewählt. Seine Amtszeit belief sich vom 3. Januar 1939 bis zum 3. Januar 1961. Er entschloss sich 1960, für den 87. Kongress nicht mehr zu kandidieren. 
In seiner Amtszeit im Kongress war er Vorsitzender des Joint Committee on Atomic Energy (82. bis 85. Kongress). Des Weiteren war er 1956 auch an der Verfassung des Southern Manifesto beteiligt, das sich gegen die Rassenintegration an öffentlichen Einrichtungen aussprach. Carl Durham ging 1964 in Pension und lebte bis zu seinem Tod am 29. April 1974 in Chapel Hill. Er wurde auf dem dortigen Antioch Baptist Church Cemetery beigesetzt.